# Olmo (Lodi)
L'Olmo (Ulmu in dialetto lodigiano) è un centro abitato d'Italia, frazione del comune di Lodi, posta lungo la strada per Piacenza.
Al censimento del 21 ottobre 2001 contava 197 abitanti.

## Geografia fisica
Il centro abitato è sito a 76 metri sul livello del mare.

## Monumenti e luoghi d'interesse
Nel centro abitato è sito un piccolo oratorio dedicato a Margherita d'Antiochia; esso fu eretto nel XVI secolo per iniziativa della famiglia Contarico, in quanto la chiesa parrocchiale di San Biagio risultava troppo lontana e poco agevole da raggiungere.